# English Football League Cup 2016-2017
La English Football League Cup 2016-2017 (nota anche con l'abbreviazione di EFL Cup 2016-2017), così ribattezzata dopo che la Football League ha cambiato denominazione in English Football League (EFL), è stata la 57ª edizione del terzo torneo calcistico più importante del calcio inglese, la 51ª in finale unica. La manifestazione ebbe inizio il 9 agosto 2016 e si concluse il 26 febbraio 2017 con la finale che si è disputata a Wembley.
Il trofeo fu vinto dal Manchester United, che nell'atto conclusivo si impose sul Southampton con il punteggio di 3-2.

## Formula
La EFL Cup è aperta a tutte e 92 le squadre di Premier League e della English Football League; il torneo è suddiviso in sette fasi, così da avere 32 squadre al termine del terzo turno. Le squadre che partecipano alle competizioni europee, vengono sorteggiate solamente dal terzo turno, mentre le restanti squadre di Premier League entrano al secondo turno.
Ogni turno della EFL Cup è composto da scontri ad eliminazione diretta, ad esclusione delle semifinali che si compongono di due match dove la squadra con il miglior risultato combinato accede in finale. Se al termine di ogni partita o se il risultato combinato delle semifinali è identico, vengono giocati i tempi supplementari. Se anche al termine dei tempi supplementari il punteggio è ancora in parità, si passa ai calci di rigore.
Nei primi cinque turni, la squadra che viene sorteggiata per prima, ottiene il vantaggio del campo; nelle semifinali invece la prima squadra sorteggiata, giocherà il primo match in casa. La finale invece viene disputata su campo neutro.
|                              | Squadre che entrano in questo turno                                                                                           | Squadre qualificate dal turno precedente |
| ---------------------------- | --- | ---------------------------------------- |
| Primo turno (70 squadre)     | - 24 squadre dalla Football League Two - 24 squadre dalla Football League One - 22 squadre dalla Football League Championship |                                          |
| Secondo turno (50 squadre)   | - 2 squadre dalla Football League Championship - 13 squadre dalla Premier League (non partecipanti alle competizioni europee) | - 35 vincitrici del primo turno          |
| Terzo turno (32 squadre)     | - 7 squadre dalla Premier League (partecipanti alle competizioni europee)                                                     | - 25 vincitrici del secondo turno        |
| Quarto turno (16 squadre)    | | - 16 vincitrici del terzo turno          |
| Quarti di finale (8 squadre) | | - 8 vincitrici del quarto turno          |
| Semifinali (4 squadre)       | | - 4 vincitrici del quinto turno          |
| Finale (2 squadre)           | | - 2 vincitrici delle semifinali          |

## Date
Il calendario per i diversi turni è il seguente:
| Fase        | Turno            | Andata            | Ritorno           |
| ----------- | ---------------- | ----------------- | ----------------- |
| Preliminari | Primo turno      | 9 agosto 2016     | 9 agosto 2016     |
| Preliminari | Secondo turno    | 23 agosto 2016    | 23 agosto 2016    |
| Fase finale | Terzo turno      | 20 settembre 2016 | 20 settembre 2016 |
| Fase finale | Quarto turno     | 25 ottobre 2016   | 25 ottobre 2016   |
| Fase finale | Quarti di finale | 29 novembre 2016  | 29 novembre 2016  |
| Fase finale | Semifinali       | 10 gennaio 2017   | 26 gennaio 2017   |
| Fase finale | Finale           | 26 febbraio 2017  | 26 febbraio 2017  |

Le partite hanno luogo la settimana che comincia con le date riportate in tabella, ad eccezione della finale che è fissata per il 26 febbraio 2017.

## Primo turno
Il sorteggio del primo turno si è svolto il 22 giugno 2016. Le partite si sono giocate tra il 9 agosto e l'11 agosto 2016.
Al primo turno hanno preso parte 70 squadre del sistema della Football League (tutti i 24 club della Football League Two, tutti i 24 club della Football League One e 22 club della Football League Championship).
| Squadra 1          | Risultato         | Squadra 2         |
| ------------------ | ----------------- | ----------------- |
| 9 agosto 2016      |                   |                   |
| Accrington Stanley | 0 - 0 (11-10 dtr) | Bradford City     |
| Barnet             | 0 - 4             | Millwall          |
| Barnsley           | 1 - 2 (dts)       | Northampton Town  |
| Birmingham City    | 0 - 1 (dts)       | Oxford Utd        |
| Blackpool          | 4 - 2 (dts)       | Bolton            |
| Brighton           | 4 - 0             | Colchester Utd    |
| Cambridge Utd      | 2 - 1 (dts)       | Sheffield Weds    |
| Carlisle Utd       | 2 - 1             | Port Vale         |
| Cheltenham Town    | 1 - 0             | Charlton          |
| Coventry City      | 3 - 2 (dts)       | Portsmouth        |
| Derby County       | 1 - 0             | Grimsby Town      |
| Doncaster          | 1 - 2             | Nottingham Forest |
| Exeter City        | 3 - 1 (dts)       | Brentford         |
| Ipswich Town       | 0 - 1             | Stevenage         |
| Leyton Orient      | 2 - 3             | Fulham            |
| Mansfield Town     | 1 - 3             | Blackburn         |
| Newport County     | 2 - 3             | MK Dons           |
| Oldham Athletic    | 2 - 1             | Wigan             |
| Peterborough Utd   | 3 - 2             | AFC Wimbledon     |
| Preston N.E.       | 1 - 0             | Hartlepool Utd    |
| Reading            | 2 - 0             | Plymouth          |
| Rochdale           | 3 - 1             | Chesterfield      |
| Rotherham Utd      | 4 - 5 (dts)       | Morecambe         |
| Scunthorpe Utd     | 2 - 0 (dts)       | Notts County      |
| Sheffield Utd      | 1 - 2 (dts)       | Crewe Alexandra   |
| Shrewsbury Town    | 2 - 1             | Huddersfield Town |
| Southend Utd       | 1 - 3             | Gillingham        |
| Walsall            | 0 - 2 (dts)       | Yeovil Town       |
| Wolverhampton      | 2 - 1             | Crawley Town      |
| Wycombe            | 0 - 1             | Bristol City      |
| 10 agosto 2016     |                   |                   |
| Burton Albion      | 3 - 2 (dts)       | Bury              |
| Fleetwood Town     | 2 - 2 (4-5 dtr)   | Leeds Utd         |
| Luton Town         | 3 - 1             | Aston Villa       |
| QPR                | 2 - 2 (4-2 dtr)   | Swindon Town      |
| 11 agosto 2016     |                   |                   |
| Bristol Rovers     | 1 - 0 (dts)       | Cardiff City      |

## Secondo turno
Il sorteggio del secondo turno si è svolto il 10 agosto 2016. Le partite si sono giocate il 23 agosto ed il 24 agosto 2016.
Alle 35 squadre vincenti del primo turno si sono aggiunti due club della Football League Championship e i 13 club della Premier League non coinvolti nelle competizioni europee.
| Squadra 1          | Risultato         | Squadra 2         |
| ------------------ | ----------------- | ----------------- |
| 23 agosto 2016     |                   |                   |
| Crystal Palace     | 2 - 0             | Blackpool         |
| Blackburn          | 4 - 3 (dts)       | Crewe Alexandra   |
| Burton Albion      | 0 - 5             | Liverpool         |
| Chelsea            | 3 - 2             | Bristol Rovers    |
| Derby County       | 1 - 1 (14-13 dtr) | Carlisle Utd      |
| Everton            | 4 - 0             | Yeovil Town       |
| Exeter City        | 1 - 3             | Hull City         |
| Luton Town         | 0 - 1             | Leeds Utd         |
| Millwall           | 1 - 2             | Nottingham Forest |
| Newcastle Utd      | 2 - 0             | Cheltenham Town   |
| Northampton Town   | 2 - 2 (4-3 dtr)   | West Bromwich     |
| Norwich City       | 6 - 1             | Coventry City     |
| Oxford Utd         | 2 - 4             | Brighton          |
| Peterborough Utd   | 1 - 3             | Swansea City      |
| Preston N.E.       | 2 - 0             | Oldham Athletic   |
| QPR                | 2 - 1             | Rochdale          |
| Reading            | 2 - 2 (4-2 dtr)   | MK Dons           |
| Scunthorpe Utd     | 1 - 2 (dts)       | Bristol City      |
| Stevenage          | 0 - 4             | Stoke City        |
| Watford            | 1 - 2 (dts)       | Gillingham        |
| Wolverhampton      | 2 - 1             | Cambridge Utd     |
| 24 agosto 2016     |                   |                   |
| Accrington Stanley | 1 - 0 (dts)       | Burnley           |
| Fulham             | 2 - 1 (dts)       | Middlesbrough     |
| Morecambe          | 1 - 2             | Bournemouth       |
| Sunderland         | 1 - 0             | Shrewsbury Town   |

## Terzo turno
Il sorteggio del terzo turno si è svolto il 24 agosto 2016. Le partite si sono giocate il 20 settembre ed il 21 settembre 2016.
Alle 25 squadre vincenti del secondo turno si sono aggiunti i sette club della Premier League coinvolti nelle competizioni europee.
| Squadra 1         | Risultato   | Squadra 2          |
| ----------------- | ----------- | ------------------ |
| 20 settembre 2016 |             |                    |
| Bournemouth       | 2 - 3 (dts) | Preston N.E.       |
| Brighton          | 1 - 2       | Reading            |
| Derby County      | 0 - 3       | Liverpool          |
| Everton           | 0 - 2       | Norwich City       |
| Leeds Utd         | 1 - 0       | Blackburn          |
| Leicester City    | 2 - 4 (dts) | Chelsea            |
| Newcastle Utd     | 2 - 0       | Wolverhampton      |
| Nottingham Forest | 0 - 4       | Arsenal            |
| 21 settembre 2016 |             |                    |
| Fulham            | 1 - 2       | Bristol City       |
| Northampton Town  | 1 - 3       | Manchester Utd     |
| QPR               | 1 - 2       | Sunderland         |
| Southampton       | 2 - 0       | Crystal Palace     |
| Swansea City      | 1 - 2       | Manchester City    |
| West Ham Utd      | 1 - 0       | Accrington Stanley |
| Stoke City        | 1 - 2       | Hull City          |
| Tottenham         | 5 - 0       | Gillingham         |

## Quarto turno
Il sorteggio del quarto turno si è svolto il 21 settembre 2016. Le partite si sono giocate il 25 ottobre ed il 26 ottobre 2016.
| Squadra 1       | Risultato       | Squadra 2       |
| --------------- | --------------- | --------------- |
| 25 ottobre 2016 |                 |                 |
| Arsenal         | 2 - 0           | Reading         |
| Bristol City    | 1 - 2           | Hull City       |
| Leeds Utd       | 2 - 2 (3-2 dtr) | Norwich City    |
| Liverpool       | 2 - 1           | Tottenham       |
| Newcastle Utd   | 6 - 0           | Preston N.E.    |
| 26 ottobre 2016 |                 |                 |
| Southampton     | 1 - 0           | Sunderland      |
| West Ham Utd    | 2 - 1           | Chelsea         |
| Manchester Utd  | 1 - 0           | Manchester City |

## Quarti di finale
Il sorteggio dei quarti di finale si è svolto il 26 ottobre 2016. Le partite si sono giocate il 29 novembre ed il 30 novembre 2016.
| Squadra 1        | Risultato       | Squadra 2     |
| ---------------- | --------------- | ------------- |
| 29 novembre 2016 |                 |               |
| Hull City        | 1 - 1 (3-1 dtr) | Newcastle Utd |
| Liverpool        | 2 - 0           | Leeds Utd     |
| 30 novembre 2016 |                 |               |
| Arsenal          | 0 - 2           | Southampton   |
| Manchester Utd   | 4 - 1           | West Ham Utd  |

## Semifinali
Il sorteggio delle semifinali si è svolto il 30 novembre 2016. Le partite di andata si sono giocate il 10 gennaio e l'11 gennaio 2017, mentre quelle di ritorno il 25 gennaio ed il 26 gennaio 2017.
| Squadra 1      | Totale | Squadra 2 | Andata          | Ritorno         |
| -------------- | ------ | --------- | --------------- | --------------- |
|                |        |           | 10 gennaio 2017 | 26 gennaio 2017 |
| Manchester Utd | 3 - 2  | Hull City | 2 - 0           | 1 - 2           |
|                |        |           | 11 gennaio 2017 | 25 gennaio 2017 |
| Southampton    | 2 - 0  | Liverpool | 1 - 0           | 1 - 0           |

## Finale
| Arbitro: | Andre Marriner (West Midlands) |

|                                 |           |                    |
| Ibrahimović 19’ 87’ Lingard 38’ | Marcatori | 46’ 48’ Gabbiadini |

| Manchester United | Southampton |

| MANCHESTER UNITED (4-2-3-1) |    |                    |     |     |
|                             |    |                    |     |     |
| P                           | 1  | David de Gea       |     |     |
| D                           | 25 | Antonio Valencia   |     |     |
| D                           | 3  | Eric Bailly        |     |     |
| D                           | 12 | Chris Smalling (C) |     |     |
| D                           | 5  | Marcos Rojo        |     |     |
| C                           | 21 | Ander Herrera      | 24’ |     |
| C                           | 6  | Paul Pogba         |     |     |
| T                           | 14 | Jesse Lingard      | 41’ | 77’ |
| T                           | 8  | Juan Manuel Mata   |     | 46’ |
| T                           | 11 | Anthony Martial    |     | 90’ |
| A                           | 9  | Zlatan Ibrahimović |     |     |
| A disposizione:             |    |                    |     |     |
| P                           | 20 | Sergio Romero      |     |     |
| D                           | 17 | Daley Blind        |     |     |
| C                           | 16 | Michael Carrick    |     | 46’ |
| C                           | 18 | Ashley Young       |     |     |
| C                           | 27 | Marouane Fellaini  |     | 90’ |
| A                           | 10 | Wayne Rooney       |     |     |
| A                           | 19 | Marcus Rashford    |     | 77’ |
| Manager:                    |    |                    |     |     |
| José Mourinho               |    |                    |     |     |

| SOUTHAMPTON (4-2-3-1) |    |                       |     |     |
|                       |    |                       |     |     |
| P                     | 1  | Fraser Forster        |     |     |
| D                     | 2  | Cédric                |     |     |
| D                     | 3  | Maya Yoshida          |     |     |
| D                     | 24 | Jack Stephens         | 40’ |     |
| D                     | 21 | Ryan Bertrand         |     |     |
| C                     | 14 | Oriol Romeu           | 18’ |     |
| C                     | 8  | Steven Davis (C)      |     | 90’ |
| T                     | 16 | James Ward-Prowse     |     |     |
| T                     | 11 | Dušan Tadić           |     | 77’ |
| T                     | 22 | Nathan Redmond        | 56’ |     |
| A                     | 20 | Manolo Gabbiadini     |     | 83’ |
| A disposizione:       |    |                       |     |     |
| P                     | 40 | Mouez Hassen          |     |     |
| D                     | 12 | Martín Cáceres        |     |     |
| D                     | 38 | Sam McQueen           |     |     |
| C                     | 19 | Sofiane Boufal        |     | 77’ |
| C                     | 23 | Pierre-Emile Højbjerg |     |     |
| A                     | 7  | Shane Long            |     | 83’ |
| A                     | 9  | Jay Rodriguez         |     | 90’ |
| Manager:              |    |                       |     |     |
| Claude Puel           |    |                       |     |     |

| Man of the Match: Zlatan Ibrahimović (Manchester United) |

## Tabellone (dal quarto turno)
|  | Quarto turno    | Quarto turno  |      |                | Quarti di finale | Quarti di finale |  |                | Semifinali | Semifinali | Semifinali | Semifinali |  |                | Finale | Finale |
|  |                 |               |      |                |                  |                  |  |                |            |            |            |            |  |                |        |        |
|  | Manchester Utd  | 1             |      |                |                  |                  |  |                |            |            |            |            |  |                |        |        |
|  | Manchester City | 0             |      |                |                  |                  |  |                |            |            |            |            |  |                |        |        |
|  | Manchester City | 0             |      | Manchester Utd | 4                |                  |  |                |            |            |            |            |  |                |        |        |
|  |                 |               |      | Manchester Utd | 4                |                  |  |                |            |            |            |            |  |                |        |        |
|  |                 | West Ham Utd  | 1    |                |                  |                  |  |                |            |            |            |            |  |                |        |        |
|  | West Ham Utd    | West Ham Utd  | 1    | 2              |                  |                  |  |                |            |            |            |            |  |                |        |        |
|  | West Ham Utd    |               |      | 2              |                  |                  |  |                |            |            |            |            |  |                |        |        |
|  | Chelsea         | 1             |      |                |                  |                  |  |                |            |            |            |            |  |                |        |        |
|  | Chelsea         | 1             |      |                |                  |                  |  | Manchester Utd | 2          | 1          | 3          |            |  |                |        |        |
|  |                 |               |      |                |                  |                  |  | Manchester Utd | 2          | 1          | 3          |            |  |                |        |        |
|  |                 | Hull City     | 0    | 2              | 2                |                  |  |                |            |            |            |            |  |                |        |        |
|  | Bristol City    | Hull City     | 0    | 2              | 2                | 1                |  |                |            |            |            |            |  |                |        |        |
|  | Bristol City    |               |      |                |                  | 1                |  |                |            |            |            |            |  |                |        |        |
|  | Hull City       | 2             |      |                |                  |                  |  |                |            |            |            |            |  |                |        |        |
|  | Hull City       | 2             |      | Hull City      | 1(3)             |                  |  |                |            |            |            |            |  |                |        |        |
|  |                 |               |      | Hull City      | 1(3)             |                  |  |                |            |            |            |            |  |                |        |        |
|  |                 | Newcastle Utd | 1(1) |                |                  |                  |  |                |            |            |            |            |  |                |        |        |
|  | Newcastle Utd   | Newcastle Utd | 1(1) | 6              |                  |                  |  |                |            |            |            |            |  |                |        |        |
|  | Newcastle Utd   |               |      | 6              |                  |                  |  |                |            |            |            |            |  |                |        |        |
|  | Preston N.E.    | 0             |      |                |                  |                  |  |                |            |            |            |            |  |                |        |        |
|  | Preston N.E.    | 0             |      |                |                  |                  |  |                |            |            |            |            |  | Manchester Utd | 3      |        |
|  |                 |               |      |                |                  |                  |  |                |            |            |            |            |  | Manchester Utd | 3      |        |
|  |                 | Southampton   | 2    |                |                  |                  |  |                |            |            |            |            |  |                |        |        |
|  | Arsenal         | Southampton   | 2    | 2              |                  |                  |  |                |            |            |            |            |  |                |        |        |
|  | Arsenal         |               |      | 2              |                  |                  |  |                |            |            |            |            |  |                |        |        |
|  | Reading         | 0             |      |                |                  |                  |  |                |            |            |            |            |  |                |        |        |
|  | Reading         | 0             |      | Arsenal        | 0                |                  |  |                |            |            |            |            |  |                |        |        |
|  |                 |               |      | Arsenal        | 0                |                  |  |                |            |            |            |            |  |                |        |        |
|  |                 | Southampton   | 2    |                |                  |                  |  |                |            |            |            |            |  |                |        |        |
|  | Southampton     | Southampton   | 2    | 1              |                  |                  |  |                |            |            |            |            |  |                |        |        |
|  | Southampton     |               |      | 1              |                  |                  |  |                |            |            |            |            |  |                |        |        |
|  | Sunderland      | 0             |      |                |                  |                  |  |                |            |            |            |            |  |                |        |        |
|  | Sunderland      | 0             |      |                |                  |                  |  | Southampton    | 1          | 1          | 2          |            |  |                |        |        |
|  |                 |               |      |                |                  |                  |  | Southampton    | 1          | 1          | 2          |            |  |                |        |        |
|  |                 | Liverpool     | 0    | 0              | 0                |                  |  |                |            |            |            |            |  |                |        |        |
|  | Liverpool       | Liverpool     | 0    | 0              | 0                | 2                |  |                |            |            |            |            |  |                |        |        |
|  | Liverpool       |               |      |                |                  | 2                |  |                |            |            |            |            |  |                |        |        |
|  | Tottenham       | 1             |      |                |                  |                  |  |                |            |            |            |            |  |                |        |        |
|  | Tottenham       | 1             |      | Liverpool      | 2                |                  |  |                |            |            |            |            |  |                |        |        |
|  |                 |               |      | Liverpool      | 2                |                  |  |                |            |            |            |            |  |                |        |        |
|  |                 | Leeds Utd     | 0    |                |                  |                  |  |                |            |            |            |            |  |                |        |        |
|  | Leeds Utd       | Leeds Utd     | 0    | 2              |                  |                  |  |                |            |            |            |            |  |                |        |        |
|  | Leeds Utd       |               |      | 2              |                  |                  |  |                |            |            |            |            |  |                |        |        |
|  | Norwich City    | 1             |      |                |                  |                  |  |                |            |            |            |            |  |                |        |        |

## Classifica marcatori
| Gol |  |  | Giocatore               | Squadra        |
| --- |  |  | ----------------------- | -------------- |
| 4   |  |  | Zlatan Ibrahimović      | Manchester Utd |
|     |  |  | Daniel Sturridge        | Liverpool      |
| 3   |  |  | Tammy Abraham           | Bristol City   |
|     |  |  | Dean Bowditch           | MK Dons        |
|     |  |  | Peter Crouch            | Stoke City     |
|     |  |  | Mohamed Diamé           | Newcastle Utd  |
|     |  |  | Jack Dunn               | Morecambe      |
|     |  |  | Simon Makienok          | Preston N.E.   |
|     |  |  | Ayoze Pérez             | Newcastle Utd  |
|     |  |  | Divock Origi            | Liverpool      |
|     |  |  | Alex Oxlade-Chamberlain | Arsenal        |
|     |  |  | Sandro                  | QPR            |
|     |  |  | Chris Wood              | Leeds Utd      |